# Can Famades (Teià)
|  | No s'ha de confondre amb Can Famades o Can Femades (Òrrius). |

Can Famades és una masia de Teià (Maresme) protegida com a Bé Cultural d'Interès Local. També és coneguda com a Can Xen.

## Descripció
Masia entre mitgeres dins del nucli urbà de Teià. Mas d'origen medieval que va ser dividit en dues cases a mitjan segle XIX. El conjunt té planta quadrangular, es distribueix en planta baixa i pis, amb coberta de teula àrab a diversos vessants. Destaca la finestra d'estil gòtic de la casa de l'esquerra, d'arc conopial amb impostes decorades, l'intradós té fusta decorativa i l'emmarcament és de pedra.

## Història
Surt mencionada al cens del castell de Burriac ja a mitjan segle XIV, d'aquesta construcció només resta la finestra gòtica.
Al segle XVI hi ha constància que hi va viure Bernat Famades, qui, amb altres teianencs, l'any 1505 va anar a la Cort de Salamanca per demanar els Privilegis de Teià al rei Ferran II. El cognom de Famades es troba vinculat amb el mas des del segle XIV fins a finals del segle XVIII.
Durant el segle XVII es realitza la reforma de la meitat dreta del conjunt, i la separació del mas en dues cases es duu a terme a mitjan segle XIX.